# ベン・ウィートリー
ベン・ウィートリー（Ben Wheatley, 1972年5月7日 - ）は、イギリスの映画監督。『キル・リスト』や『サイトシアーズ 殺人者のための英国観光ガイド』を手がけたことで知られている。

## 経歴
1972年、エセックスに生まれる。
テレビのコメディー番組や広告を手がけたのち、2009年、『Down Terrace』で長編映画監督デビューを果たす。2011年、ホラー映画『キル・リスト』を監督する。2012年には、ブラック・コメディー映画『サイトシアーズ 殺人者のための英国観光ガイド』を監督した。2015年、トム・ヒドルストンを主演に迎えたスリラー映画『ハイ・ライズ』が第40回トロント国際映画祭にて上映される。

## フィルモグラフィー

### 長編映画
- Down Terrace （2009年） - 監督・脚本・製作総指揮
- キル・リスト Kill List （2011年） - 監督・脚本・編集
- サイトシアーズ 殺人者のための英国観光ガイド Sightseers （2012年） - 監督・編集
- A Field in England （2013年） - 監督・編集
- ハイ・ライズ High-Rise （2015年） - 監督・編集
- フリー・ファイヤー Free Fire （2016年） - 監督・脚本・編集
- レベッカ Rebecca （2020年） - 監督
- イン・ジ・アース In the Earth （2021年） - 監督・脚本・製作総指揮・編集
- MEG ザ・モンスターズ2 Meg 2: The Trench （2023年） - 監督

### オムニバス映画
- ABC・オブ・デス The ABCs of Death （2012年） - 監督

### テレビ
- ドクター・フー Doctor Who （2014年） - 監督